# Ron Freeman
Pour les articles homonymes, voir Freeman.
Ronald ("Ron") J. Freeman II, né le 12 juin 1947, est un athlète américain et champion olympique.
Né à Elizabeth (New Jersey), Ron Freeman a remporté le bronze sur 400 m et était le deuxième relayeur du relais 4 × 400 m américain qui remporta le titre en établissant un nouveau record du monde en 2 min 56 s 16 lors des Jeux olympiques d'été de 1968 de Mexico

## Palmarès

### Jeux olympiques
- Jeux olympiques de 1968 à Mexico ( Mexique)
  -  Médaille de bronze sur 400 m
  -  Médaille d'or au relais 4 × 400 mètres